# Zyklon Roanu
Der Zyklon Roanu war ein tropischer Wirbelsturm, der am 18. Mai 2016 aus einem Tiefdruckgebiet im nördlichen Indischen Ozean entstand und sich seitdem mit einer mittleren Geschwindigkeit von ca. 40 km/h parallel zur indischen Ostküste nach Norden in Richtung Bangladesch bewegte. In der Küstenregion um Chittagong erreichte er am Abend des 21. Mai 2016 (UTC) das Festland und löste sich danach in kurzer Zeit in ein Tiefdruckgebiet auf.

## Entstehung und Verlauf

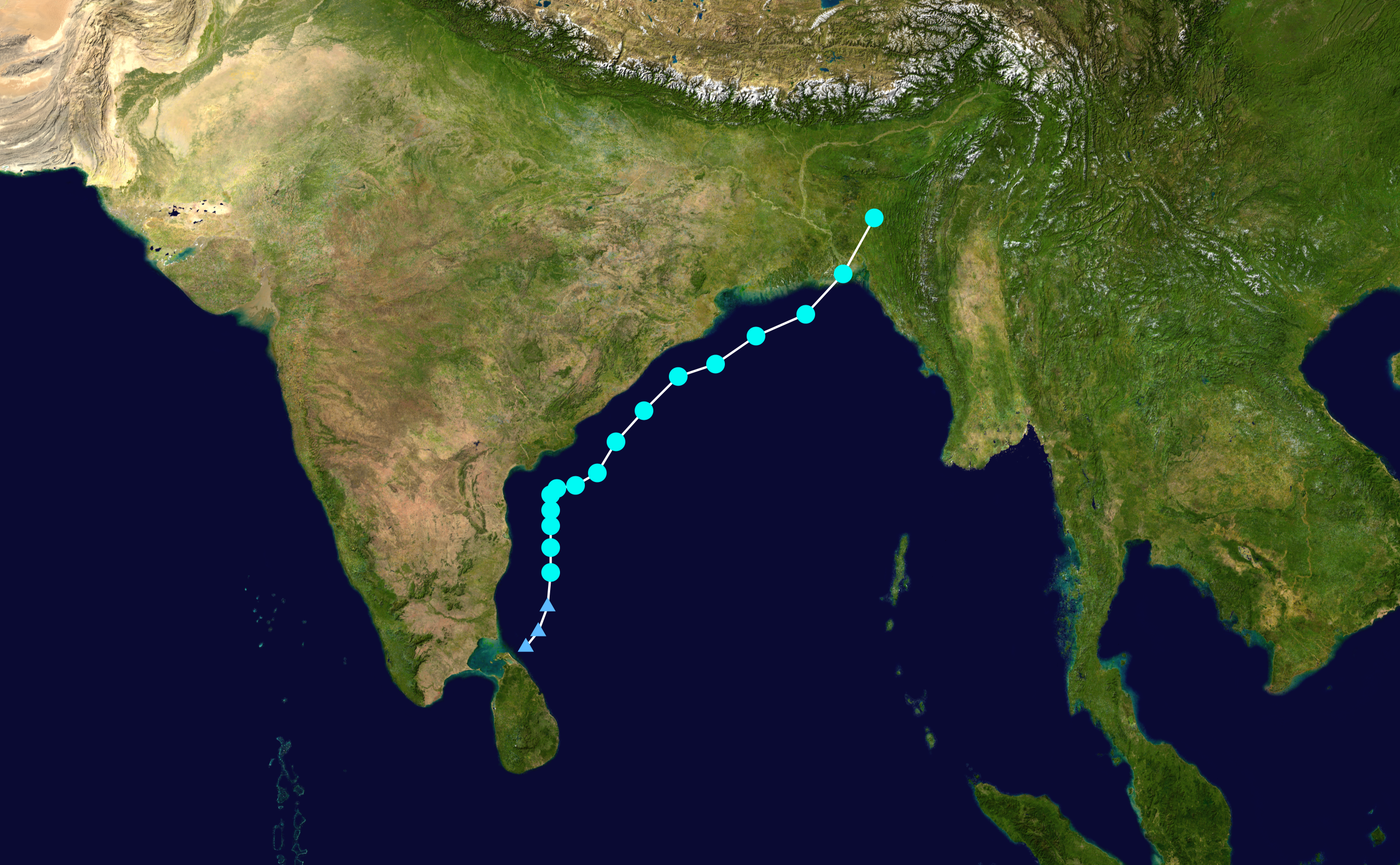
Bahn des Zyklons Roanu

Unter dem Einfluss eines Trogs bildete sich ab dem 14. Mai 2016 ein Tiefdruckgebiet über dem Golf von Bengalen. Der indische meteorologische Dienst (India Meteorological Department, IMD) stufte die Wahrscheinlichkeit, dass sich innerhalb der nächsten 72 Stunden daraus ein Zyklon entwickeln könne, am 14. Mai 2016 als „mittel“ (moderate) ein. Am 17. Mai 2016 wurde durch das Joint Typhoon Warning Center eine Sturmwarnung herausgegeben, wobei das Zentrum bei 11° 9' N, 81° 4' O (⊙), etwa 95 nautische Meilen südöstlich von Chennai lokalisiert wurde. Die Wahrscheinlichkeit der Entwicklung eines tropischen Zyklons innerhalb der nächsten 24 Stunden wurde als „hoch“ eingestuft. Am 18. Mai 2016 lokalisierte das IMD die Veränderung bei 13° 3' N, 81° 0' O (⊙), klassifizierte sie anfänglich als schweres Tiefdruckgebiet (deep depression) und dann ab dem 18. Mai als tropischen Sturm, der die Benennung ‚Roanu‘ erhielt, was die maledivische Bezeichnung für „Kokosfaser-Tau“ ist. Eine Zyklonwarnung für die Küstengebiete der Bundesstaaten Andhra Pradesh und Odisha wurde herausgegeben. Fischerbooten wurde vom Auslaufen am 18./19. Mai (Tamil Nadu und Puduchery) sowie 19./20. Mai (Andhra Pradesh und Odisha) abgeraten. Bis zum Morgen des 21. Mai 2016 (UTC) hatte sich das Sturmzentrum parallel zur indischen Küste Richtung Nordosten bewegt und wurde durch das IMD bei 21° 9' N, 91° 0' O (⊙), ungefähr 60 km südlich von Hatia und 100 km westsüdwestlich von Chittagong lokalisiert. Der Sturm bewegte sich zu diesem Zeitpunkt mit einer Geschwindigkeit von 38 km/h ostnordöstlich. Gegen Abend des 21. Mai 2016 (UTC) trat der Sturm in der Nähe von Chittagong und Noakhali auf die Küste und schwächte sich dann im weiteren Verlauf über dem östlich gelegenen Bergland rasch zu einem schweren Tiefdruckgebiet ab.

## Auswirkungen

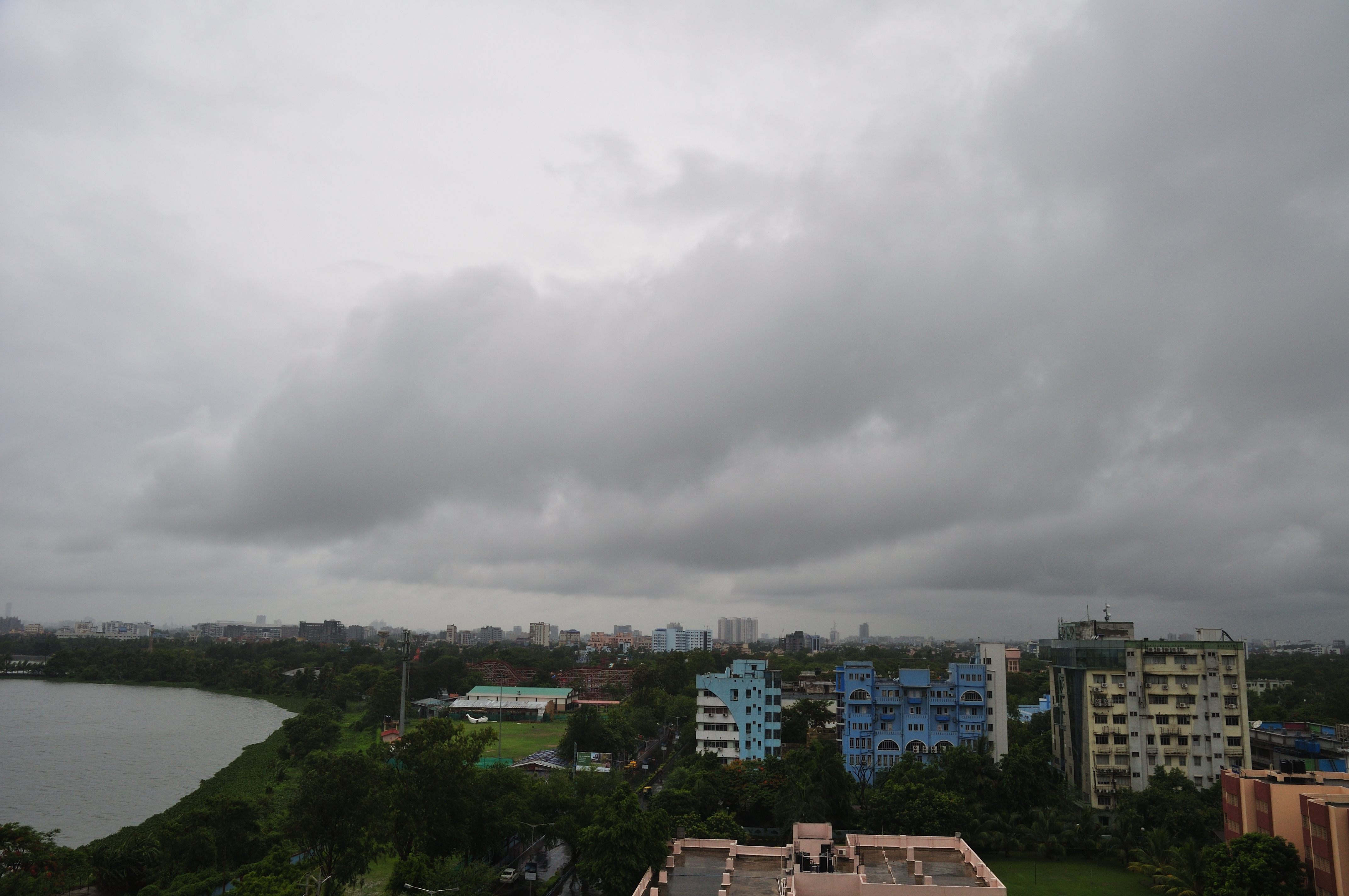
Regenwolken als Ausläufer von Roanu über Kolkata am 20. Mai 2016

Sri Lanka war zwar nur von den Ausläufern des Zyklons betroffen, erlebte jedoch heftige Regenfälle, die mit dem vorausgehenden Tiefdruckgebiet einhergingen. Am 15. Mai 2016 gab die Regierung von Sri Lanka eine Unwetterwarnung vor allem für die südlichen und östlichen Gebiete des Landes heraus. Aufgrund der Regenfälle kam es zu Überschwemmungen und zu mehreren Erdrutschen. Mehr als 100.000 Menschen mussten zeitweilig evakuiert werden. Dutzende Todesopfer waren zu beklagen. Die Probleme wurden durch die anbrechende Monsunperiode noch verstärkt.
In den indischen Küstenstaaten Tamil Nadu, Andhra Pradesh, Odisha und Westbengalen führte der Zyklon ebenfalls zu heftigen Regenfällen. In Chennai fielen in 24 Stunden vom 18. bis 19. Mai insgesamt 55 mm Niederschlag. Auch hier kam es aufgrund der Überschwemmungen zu mehreren Todesopfern.
In Reaktion auf den zu erwartenden Zyklon mit dem einhergehenden Hochwasser von 1 bis 1,5 Metern ließ die bangladeschische Regierung mehr als 500.000 Menschen aus den Küstengebieten evakuieren. In sieben an der Küste gelegenen Distrikten von Bangladesch kamen nach lokalen Medienberichten ungefähr 24 Menschen ums Leben, die meisten durch umstürzende Bäume oder einstürzende Gebäude. Das waren weit weniger Opfer als bei Zyklonen in der Vergangenheit, beispielsweise beim Zyklon Aila 2009 (ungefähr 300 Tote) oder dem Zyklon Sidr 2006 (ungefähr 4000). Bis etwa 13 Personen wurden noch vermisst.